# Szőlősi-séd
A Szőlősi-séd patak Veszprém vármegyében, Balatonszőlős központjában ered, nem messze a Fő tértől.

## Folyása
A Szőlősi-séd Balatonszőlős elhagyása után a Bocsár-hegy völgyében halad tovább, majd a völgy elhagyása után a Szálka-dűlőben folytatja útját. Miután kiér az erdős területről, keresztezi a Székesfehérvár–Tapolca-vasútvonalat. A 71-es főutat is keresztezi, majd beleömlik a Balatonba.

## Települések
- Balatonszőlős
- Balatonfüred